# Familles Bánffy
Bánffy est le nom de famille de différentes familles de la noblesse hongroise.

## Familles
L'histoire retient six familles du nom de Bánffy, aux origines éloignées. Le préfixe Bánffy signifie "fils de ban". Il fut ajouté par ces familles pour marquer leur différence et augmenter leur prestige.
Ces familles sont les suivantes :
- alsólindvai comte Bánffy (éteinte en 1644)
- felsőlindvai Bánffy (éteinte en 1357)
- losonczi comte et baron Bánffy (branche comtale éteinte en 1950)
- nagymihályi Bánffy (éteinte)
- tallóczi Bánffy (éteinte)
- bálványosi Bánffy (éteinte)

### Bánffy de Alsólendva
La famille est originaire du clan Buzád-Hahót. La famille Bánffy de Alsólendva a porté le titre héréditaire de comte.
Membres marquants de la famille :
- János Bánffy de Alsólendva († ca 1396), bán de Slavonie (1381-1385), bán de Macsó (1386-1387), ispán de Varasd (1366-1372), époux de la fille de Miklós Szécsi, Palatin de Hongrie.
- Margit Bánffy, épouse de Alexandre Ier de Moldavie († 1432), Hospodar de Moldavie. Petite-fille du précédent.
- Miklós Bánffy, maître des portes, főispán héréditaire (1480) de Bratislava, époux de Margareta Piast, duchesse de Sagan.
- János Bánffy (hu) (fl. 1508-†1534), palatin de Hongrie (1530-1533), gouverneur royal, grand échanson. Fils du précédent.
- Katalin Bánffy (en), femme de lettres. Épouse du général Ferenc Batthyány. Sœur du précédent.
- István Bánffy (1522-1568) (hu), il est le fils de János Bánffy, palatin de Hongrie, et de Margit Székely. Il est nommé juge suprême du royaume de Hongrie en 1567.
- Miklós Bánffy (hu) (1547-1593) grand-échanson de Hongrie, premier főispán de Zala en 1577. Fils du précédent, il épouse Iloná Zrinski, fille du ban de Croatie Nikola Šubić Zrinski.
- Kristóf Bánffy (hu) (1577-1644), grand-échanson puis grand-trésorier du royaume de Hongrie.
- László Bánffy (hu) (1671-1753), officier Kuruc, il est ensuite főispán de Kraszna puis capitaine (főkapitánya) de Szilágysomlyó (1708).

### Bánffy de Felsőlendva
Éteinte en 1357 avec Amadé et János, la famille Bánffy de Felsőlendva serait issue du clan Gutkeled. Son fondateur, Amadé II († ca. 1234), reçoit le domaine de Felsőlendva (hu), dans le comté de Vas, en 1275 qui devient le fief principal de la famille. Il participe en 1273 à la guerre tchèque et combat en Autriche et en Styrie. Son fils, Miklós est ban de Slavonie de 1322 à 1325 et főispán de Sopron et Komárom. Partisan de Charles Robert il combat les Kőszegi et Máté Csák. Il recevra pour ses mérites les domaines de Berény, Osztopán, Dencs et Ikrény.

### Bánffy de Losonc
La famille Bánffy de Losoncz est l'une des plus importantes familles aristocratiques transylvaines. Issue de la famille Losonci, elle remonte à László Bánffy de Losonc au XIVe siècle. Plusieurs de ses membres ont joué d'importants rôles politiques (gouverneurs de la principauté de Transylvanie, membres de la Diète) et culturels (la famille compte plusieurs hommes de lettres). Grands propriétaires, les Bánffy de Losoncz dominèrent la région de Kolozsvár/Cluj pendant plusieurs siècles. La branche comtale s'éteint en 1950.
Membres marquants de la famille :
- comte György Bánffy, gouverneur de Transylvanie (1691-1695).
- comte György III Bánffy (1746–1822), chambellan impérial et royal, gouverneur de Transylvanie (1787-1822).
- comte Dénes Bánffy (1777-1854), chambellan impérial et royal.
- baron János Bánffy (1810-1873), főispán, membre du Parlement.
- baron Béla Bánffy(1831-1888), vice-président de la Chambre des représentants ( képviselőház alelnöke).
- baron Dezső Bánffy, premier ministre de Hongrie (1895-1899).
- baron Ferenc Bánffy (1869-1938), homme de lettres et journaliste
- comte Miklós Bánffy, homme politique et écrivain (1873-1950).

Propriétés :
- Château Bánffy de Bonţida
- Château Bánffy de Răscruci
- Château Bánffy de Borşa
- Palais Bánffy de Cluj

### Bánffy de Nagymihály
Issue de la branche de Nagymihály du clan Kaplon, la famille Bánffy de Nagymihál est une ancienne famille éteinte qui remonte à Jákó qui vécut entre 1244 et 1271, dont:
- Jákó II Bánffy de Nagymihály (1258–1311), főispán de Zemplén, grand échanson du royaume. Fils du précédent Jákó.
- András Bánffy (1258–1291), főispán de Ung. Frère du précédent et père des trois suivants.
  - Lőrinc Bánffy (1314–1350), à l'origine des familles Tibay et Sztáray (hu).
  - Mihály Bánffy (1328–?), à l'origine de la famille Pongrácz.
  - Jákó III Bánffy (1328–?), à l'origine de la famille Eödönffy.
- Albert Bánffy de Nagymihály, ban (vice-roi) de Croatie.

### Bánffy de Tallócz
La famille Bánffy de Tallóc est originaire de Dalmatie. Elle remonte à János, citoyen de Raguse qui secourt sur son navire le roi de Hongrie Sigismond à la suite de sa défaite lors de la bataille de Nicopolis en 1396. Le roi l'invite alors en Hongrie et le récompense, lui et ses fils, par de grands domaines dont Tallóc. János Bánffy de Tallóc, prieur de Vrána, participe à la défaite du sultan Mourad II à Belgrade en 1440. Ferenc combat lors de la bataille de Varna (1444) et tombe à Rigómező aux côtés de Jean Hunyadi en 1448. Boldizsár Bánffy de Tallóc (fl. 1526-1335), commandant et conseiller du roi Ferdinand.

### Famille Bánffy de Bálványos
Peu de choses sont connues de la famille Banffy de Bálványos mentionnée au XVe siècle. Elle est issue de György Laczk de Szántói, mort vers 1450. La famille Laczk de Szántó remonte au début du XIVe siècle.

## Pour approfondir